# 長養寺 (土岐市)
長養寺（ちょうようじ）は岐阜県土岐市泉町久尻にある臨済宗南禅寺派の寺院。山号は寿林山。

## 歴史
創建年代不詳。
開山は永保寺の果山正位の法嗣、幻住正証で、その没年が応永18年（1411年）10月であるためそれ以前の創建と考えられる。
一方で開基の名は法輪祖門と伝わるが、その没年が寛文4年6月（1664年）とかなりの開きがある。
寛文年間(1661～1673年)、虎渓山永保寺塔頭の徳林院六世の高岳祖昌が中興した。
元禄8年（1695年）に土岐郡三十三所巡礼が開かれた際は三十二番札所に選ばれた。
享保16年(1731年)3月に没した、三世の月海智珊は「円應金照禅師」の号を賜った。
明治3年(1870年)に十一世住持となった海應硯は、陶磁の水簸を水車に利用することを始めた。
久尻に住む陶工の菩提寺として、ともに栄えた寺である。

## 寺宝
岡田新右衛門作の花瓶・東利藤次作の香立一対・高岩禅英筆の陶工系図・過去帳